# Rhyparus opacus
Rhyparus opacus  (лат.) — вид жуков из подсемейства афодиин внутри семейства пластинчатоусых. Распространён в Мексике. Длина тела имаго 3,7 мм. Тело узкое, удлинённое, параллельностороннее, умеренно блестящее, тёмно-красно-коричневое, почти чёрное. Промежутки на надкрыльях блестящие, в мелких точках, неглубокие.